# Гірцель
Гірцель (нім. Hirzel, алем. Hiirzel, Hiirsel) — колишня комуна в Швейцарії, в окрузі Горґен кантону Цюрих.
Населення на 31 грудня 2006 становило 1889 осіб. Офіційний код — 0132.
З 1 січня 2018 Гірцель увійшов до складу муніципалітету Горґен.